# ستيفن جي. برادبري
ستيفن جي. برادبري (بالإنجليزية: Steven G. Bradbury)‏ هو محامي أمريكي، ولد في 12 سبتمبر 1958 في بورتلاند في الولايات المتحدة.

## وصلات خارجية
- ستيفن جي. برادبري على موقع إن إن دي بي (الإنجليزية)